# Puccio di Simone
Pour les articles homonymes, voir Simone.

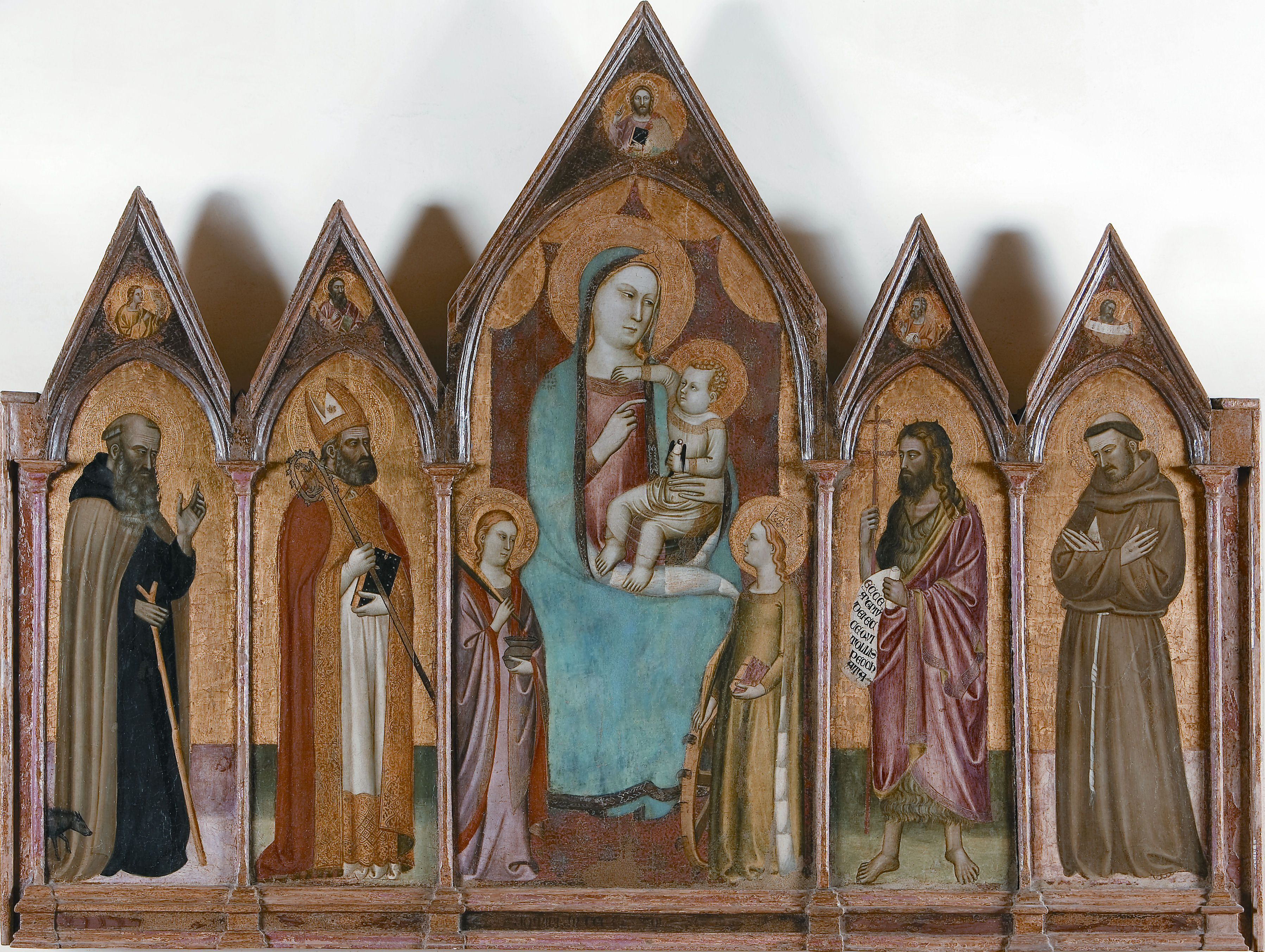
Madone et saints (polyptyque) Museo di arte sacra, Certaldo.

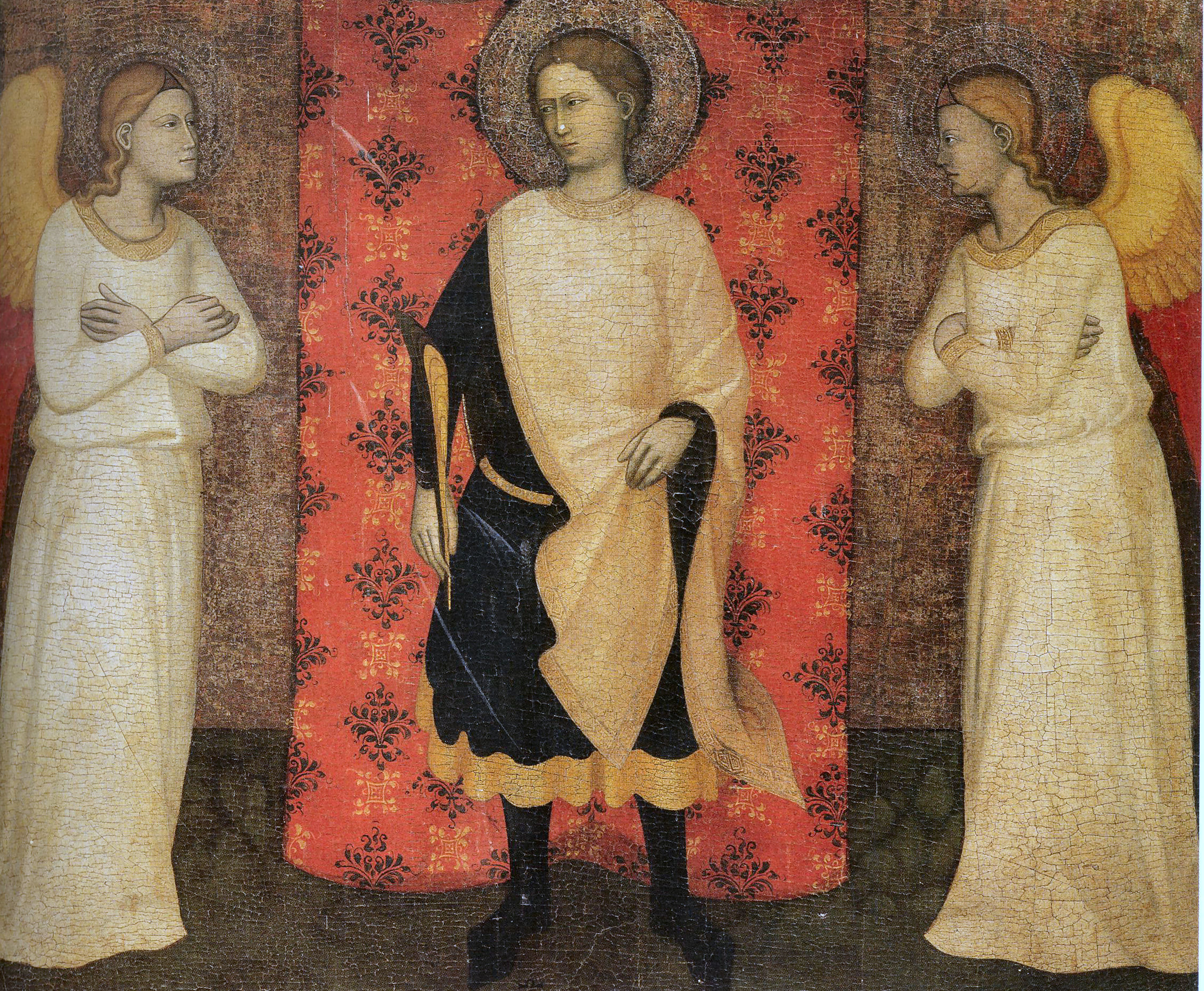
Sant'Ansano e due angeli, pieve de Vinci.

Puccio di Simone  (Florence, actif de 1345 à 1365) est un peintre italien dont le style gothique est similaire à celui de Bernardo Daddi. 

## Biographie
Les œuvres de Puccio di Simone ont  longtemps été attribuées à un maître anonyme au nom de convention Maître du Retable de Fabriano.
Le peintre a été finalement identifié par Roberto Longhi comme un élève de l'atelier de Bernardo Daddi. 
En 1349 il est documenté à Florence, et vers 1353-1354 dans les Marches. 
Il a collaboré avec Allegretto Nuzi à Fabriano.

## Œuvres
- Saint Antoine avec les donateurs (1353) (longtemps attribué à Allegretto Nuzi), Pinacothèque Civique, Fabriano.
- Vierge de l'humilité avec les saints (polyptyque), Galleria dell'Accademia de  Florence[1].
- Sant'Ansano e due angeli, pieve di San Giovanni Battista a Sant'Ansano, Vinci
- Santa Lucia, santa Caterina, santa martire, panneau de diptyque de dévotion en  tempera, 30 cm × 28 cm, Galleria di Palazzo degli Alberti, Prato

- Vierge à l'Enfant (1360), Collection Montor, Paris[1].
- Madone trônant avec anges et les saints Laurent, Onuphrius, Jacques et Barthélemy (1354) (triptyque), tempera sur panneau, avec Allegretto Nuzi, National Gallery of Art, Washington.
- Couronnement de la Vierge (1350), tempera sur panneau, Museum voor Schone Kunsten, Gand.
- Vierge de l'humilité[2] et Couronnement de la Vierge[3], Musée du Petit Palais (Avignon).
- Couronnement de la Vierge, collection privée, Lucques.
- Madone avec les saints Pierre et Jean-Baptiste (tabernacle), via Alfani, Florence.
- Quattro storie della Maddalena e della Marta (vers 1350),